# یوکاس
یوکاس (به روسی: Ю́КОС) شرکت نفت و گاز روس بود، که در سال ۱۹۹۳ توسط میخائیل خودورکوفسکی تأسیس شد. این شرکت در فاصله سال‌های ۲۰۰۰ تا ۲۰۰۳ به‌عنوان بزرگترین شرکت روسیه شناخته می‌شد.
در پی درگیری سیاسی که میان مالک شرکت یوکاس و رئیس‌جمهور روسیه؛ ولادیمیر پوتین در سال ۲۰۰۳ پیش آمد، این شرکت به عدم پرداخت مالیاتی معادل ۲۷ میلیارد دلار محکوم شد.
سپس میخائیل خودورکوفسکی زندانی و دارایی‌های یوکوس نیز توسط دولت روسیه ضبط گردید. سرانجام در تاریخ ۱ اوت ۲۰۰۶ شرکت یوکوس ورشکسته اعلام شد و در مزایده دولتی، بخش اعظم دارای‌های این شرکت به روس‌نفت واگذار شد.

## غرامت
دادگاه بین‌المللی لاهه پس از ۱۰ سال بررسی دعوای حقوقی در ژوئیه ۲۰۱۴ با صدور حکمی به نفع سهام‌داران سابق شرکت نفت یوکاس، روسیه را محکوم کرد. برمبنای این حکم دادگاه دولت روسیه باید ۵۰ میلیارد دلار جریمه به صاحبان سابق سهام این شرکت نفت بپردازد. با این رأی دادگاه صاحبان سابق سهام شرکت نفت یوکوس روسیه به نیمی از خواست خود در دادگاه بین‌المللی لاهه می‌رسند. این سهام‌داران از دادگاه تقاضای ۱۰۰ میلیارد دلار جریمه کرده بودند. اما سرگئی لاوروف (وزیر خارجه روسیه) اعلام کرد که کشورش این حکم را نمی‌پذیرد
دادگاه بین‌المللی، دولت روسیه را متهم کرد که در گذشته میخائیل خودورکوفسکی، منتقد پیشین ولادیمیر پوتین و رئیس سابق شرکت نفت یوکاس را دستگیر و سرمایه این شرکت را بدون پرداخت مناسب زیان مصادره و شرکت را منحل اعلام کرده‌است. در حکم دادگاه لاهه آمده‌است که دلیل اصلی اقدامات روسیه علیه شرکت یوکاس نه کنترل مالیاتی، بلکه به وجود آوردن شرایطی بوده که این شرکت بزرگ نفتی را به سوی ورشکستگی سوق دهد. قضات دادگاه بین‌المللی لاهه بر این نظر بودند که دولت روسیه با دلایل سیاسی سعی در ورشکسته کردن شرکت نفت یوکاس داشت.
روسیه سه دادخواست به دادگاه لاهه تقدیم کرده که در رابطه با سه دادخواست پرداخت غرامت از سوی مسکو به سهامداران سابق شرکت یوکاس هستند. این دادخواست‌ها توسط شرکت‌های آفشوری قبرسی Hulley Enterprises Limited و Мэн Yukos Universal Limited هستند که عضو گروه Group Menatep Limited (GML) بوده و به‌طور مشترک حدود 70,5% سهام شرکت یوکاس را کنترل می‌کردند.
دادگاه حکمیت لاهه در ژوئیه سال 2014 دادخواست سهامداران سابق شرکت "یوکاس" را قبول کرده و روسیه را ملزم به پرداخت 50 میلیارد دلار به آن‌ها کرد. در این رابطه دادخواست‌هایی دربارهٔ توقیف دارایی‌ها و وجوه متعلق به روسیه در تعدادی از کشورها از جمله فرانسه و بلژیک مطرح شدند. سرانجام دادگاه لاهه با صدور حکمی قبول کرد که دادگاه حکمیت لاهه صلاحیت صدوررای پرداخت 50 میلیارد دلار به سهامداران سابق شرکت یوکاس را نداشت و حکم صادره قبلی را لغو نمود.